# Dikla
Dikla (hebreu: דקלה‎, ‘Palmera’) va ser un assentament israelià al nord-est del Sinaí, establert durant l'ocupació d'aquesta península per part d'Israel després de la Guerra dels Sis Dies a finals del 1967, fins que va ser retornat a Egipte com a part dels acords de pau Egipte-Israel el 1979.
Localitzat a la plana de Rafah, al sud de la Franja de Gaza, Dikla va ser establert al maig de 1969 com un lloc avançat del Nahal conegut com a Dekalim (Palmeres). L'origen del nom sembla una palmera plantada durant la Primera Guerra Mundial per l'espia Avshalom Feinberg, qui va ser assassinat pels beduins mentre viatjava des d'Egipte cap a Palestina portant informació pels britànics. Un dàtil que es va trobar a la seva butxaca seria l'origen del nom. El lloc d'avançada seria més tard desmilitaritzat i transformat per a propòsuts residencial.
Els primers residents venien del moviment d'extrema dreta Betar, relacionat amb el Likkud de Menachem Beguín. La terra assigbada per a la comunitat era de 500 acres (2.0 km²).
Un cop es va evacuar de forma forçada i es va demolir Dikla, es va establir una segona comunitat a la Franja de Gaza anomenada Neve Dekalim. Aquest nou assentament va créixer fins a arribar a ser el més gran a Gaza, així com el centre administratiu de Gush Katif.
Tal com el seu predecessor al Sinaí, Neve Dekalim va ser també demolit dins del Pla de retirada unilateral israeliana a l'agost de 2005.